# Пес патрул
„Пес Патрул“ (на английски: Paw Patrol) е канадски анимационен сериал по идея на Кийт Чапман и е продуциран от Spin Master Entertainment, а анимацията е осигурена от Guru Studio. В Канада премиерата на сериала е излъчена на 12 август 2013 г. по TVOntario като част от програмния блок TVOKids. TVO първоначално излъчваше рекламите на сериала през август 2013 г. По-късно сериалът се излъчва премиерно по Nickelodeon в САЩ на 12 август 2013 г.
На 24 март 2022 г. сериалът е подновен за десети сезон. Пълнометражния филм, озаглавен „Пес патрул: Филмът“, е пуснат на 20 август 2021 г. а продължението – „Пес патрул: Супер филмът“ излиза по кината на 29 септември 2023 г. Спин-оф сериалът, озаглавен Rubble & Crew, е излъчен премиерно през февруари 2023 г., в който участва Ръбъл, едно от кученцата на „Пес патрул“ и неговия екип от булдози. На 24 февруари 2023 г. сериалът е подновен за единадесети сезон, който се очаква да се излъчи през пролетта на 2024 г.

## Сюжет
Сериалът разказва историята на десетгодишния Райдър и говорещите му кученца Маршал, Чейс, Рабъл, Роки, Зума и Скай. Те работят заедно по мисии с цел предпазване на населението в Адвенчър бей. Всяко куче има своите уникални способности, базирани на реални професии. Всички те пребивават в къщички за кучета, които се превръщат в превозни средства, когато е необходимо.

## Епизоди
| Сезон | Сезон              | Сегменти           | Сегменти           | Епизоди            | Епизоди            | Оригинално излъчван | Оригинално излъчван |
| Сезон | Сезон              | Сегменти           | Сегменти           | Епизоди            | Епизоди            | Първо излъчено      | Последно излъчено   |
| ----- | ------------------ | ------------------ | ------------------ | ------------------ | ------------------ | ------------------- | ------------------- |
|       | 1                  | 48                 | 48                 | 26                 | 26                 | 12 август 2013 г.   | 18 август 2014 г.   |
|       | 2                  | 48                 | 48                 | 26                 | 26                 | 13 август 2014 г.   | 4 декември 2015 г.  |
|       | 3                  | 48                 | 48                 | 26                 | 26                 | 20 ноември 2015 г.  | 26 януари 2017 г.   |
|       | 4                  | 47                 | 47                 | 26                 | 26                 | 6 февруари 2017 г.  | 8 март 2018 г.      |
|       | 5                  | 47                 | 47                 | 26                 | 26                 | 6 февруари 2018 г.  | 25 януари 2019 г.   |
|       | 6                  | 49                 | 49                 | 26                 | 26                 | 22 февруари 2019 г. | 23 юли 2021 г.      |
|       | 7                  | 45                 | 45                 | 26                 | 26                 | 27 март 2020 г.     | 7 май 2021 г.       |
|       | 8                  | 45                 | 45                 | 26                 | 26                 | 2 април 2021 г.     | 21 април 2023 г.    |
|       | Пес патрул: Филмът | Пес патрул: Филмът | Пес патрул: Филмът | Пес патрул: Филмът | Пес патрул: Филмът | 20 август 2021 г.   | 20 август 2021 г.   |
|       | 9                  | 46                 | 46                 | 26                 | 26                 | 25 март 2022 г.     | 31 юли 2023 г.      |
|       | 10                 | TBA                | TBA                | 26                 | 26                 | 10 юли 2023 г.      | TBA                 |

## В България
В България сериалът започва излъчване по локалната версия на „Никелодеон“ на 25 ноември 2013 г., а след това се излъчва по „Ник Джуниър“.
На 19 ноември 2016 г. се излъчва и по „България Он Еър“ с разписание всеки уикенд от 7:30 ч.

### Синхронен дублаж
Дублажът на сериала първоначално е записан единствено първи сезон в „Доли Медия Студио“, след това се премества в студио „Александра Аудио“ от втори до пети сезон, и по-късно в студио „Про Филмс“ от шести сезон през 2019 г.
| Роля             | Изпълнител                                                                                                |
| ---------------- | --- |
| Маршал           | Ася Рачева                                                                                                |
| Юми              | Ася Рачева                                                                                                |
| Кейти            | Мина Костова                                                                                              |
| Скай             | Мина Костова                                                                                              |
| Рабъл            | Елена Бойчева                                                                                             |
| Зума             | Милица Гладнишка (Доли Медия Студио) Здрава Каменова (Александра Аудио) Ивет Лазарова-Торосян (Про Филмс) |
| Кметица Гудуей   | Милица Гладнишка (Доли Медия Студио) Здрава Каменова (Александра Аудио) Михаела Тюлева(Про Филмс)         |
| Роки             | Мими Йорданова                                                                                            |
| Чейс             | Цветослава Симеонова                                                                                      |
| Райдър           | Павел Петков (Доли Медия Студио/Александра Аудио) Виктор Скерлев (Про Филмс)                              |
| Капитан Турбот   | Иван Петков (Доли Медия Студио) Димитър Живков (Александра Аудио/Про Филмс)                               |
| Кмет Хъмдингър   | Иван Петков (Доли Медия Студио) Димитър Живков (Александра Аудио) Петър Върбанов (Про Филмс)              |
| Капитан на кораб | Радослав Рачев                                                                                            |
| Дани             | Виктор Иванов                                                                                             |
| Тракър           | Виктор Скерлев                                                                                            |
| Карлос           | Виктор Скерлев                                                                                            |

| Пост                | Име                                                         |
| ------------------- | ----------------------------------------------------------- |
| Преводач            | Антонина Иванова                                            |
| Режисьор на дублажа | Йоанна Микова                                               |
| Музикален режисьор  | Евгений Манев                                               |
| Тонрежисьори        | Цветелина Цветкова Илиян Апостолов Ясен Пенчев Петър Пейков |

| Пост                   | Име                 |
| ---------------------- | ------------------- |
| Изпълнителен продуцент | Васил Новаков       |
| Преводач               | Весела Николова     |
| Тонрежисьор            | Пламен Пенев        |
| Режисьор на дублажа    | Десислава Софранова |

| Пост                | Име                   |
| ------------------- | --------------------- |
| Режисьор на дублажа | Ивет Лазарова-Торосян |